# Madame Hollywood
Madame Hollywood est une mini-série française en 3 épisodes de 26 minutes créée par Olivier Abbou et Delphine Bertholon qui a été diffusée entre le 4 et le 6 mai 2007 sur Canal+.

## Synopsis
Tamara et Sybille sont les modèles phares de l'agence Paradise. Amies depuis leur jeunesse, elles ont construit leur carrière main dans la main, malgré les rivalités du métier : à tel point qu'elles cohabitent dans un sublime loft aussi tendance que les décors dans lesquels on les shoote pour les grands magazines de mode ! Entre campagnes publicitaires et défilés haute couture, les marques de luxe se les arrachent à prix d'or. Glamour, jetlag et rock'n roll, nos deux petites frenchies ont le vent en poupe. Au faîte de leur gloire, elles n'ont à ce jour plus rien à prouver et ne craignent rien ni personne, ne serait-ce la perte d'un contrat... C'était compter sans l'irruption dans leur vie de madame Hollywood. 

## Distribution
- Liza Manili : Tamara
- Delphine Chanéac : Sybille
- Gari Kikoïne : Harry
- James Champel : Angelo
- Pascal Elso : le père de Tamara
- Bela Adams : Tamara enfant

## Fiche technique
- Titre : Madame Hollywood
- Réalisation : Olivier Abbou
- Scénario : Olivier Abbou et Delphine Bertholon
- Producteur : Gilles Galud (La Parisienne d'Images)
- Directeur de la photographie : Vincent Muller
- Chef décorateur : Jean-Michel Bertin
- Musique originale :
- Pays d'origine : France
- Genre : Mini-série
- Durée : 3 x 26 minutes

## Épisodes
1. Glory Hole
2. Et... coupez !
3. Mélanie